# تسفي زيمرمان
تسفي زيمرمان هو دبلوماسي ومحامي وسياسي إسرائيلي، ولد في 2 يناير 1913 في Skala-Podilska ‏ في أوكرانيا، وتوفي في 10 يونيو 2006 في إسرائيل. نشط حزبياً في General Zionists ‏. وقد انتخب عضو الكنيست ‏ (30 نوفمبر 1959 – 21 يناير 1974).